# Pelecinus
El género Pelecinus es el único miembro viviente de la familia Pelecinidae (también hay dos géneros fósiles), contiene solo tres especies, restringidas al Nuevo Mundo. Una especie, Pelecinus polyturator, habita desde América del Norte hasta América del Sur, y las otras habitan en México (Pelecinus thoracicus) y América del Sur (Pelecinus dichrous). Las hembras son avispas lustrosas, muy largas (hasta 7 cm) con el abdomen extremadamente largo que se usa para depositar huevos directamente sobre larvas de escarabajos enterradas en el suelo (género Phyllophaga).